# 耶里肖
耶里肖（德語：Jerichow，發音：[ˈjeːʁɪço] ⓘ）是德国萨克森-安哈尔特州耶里肖地区县的城市，面积269.98平方千米，2023年12月31日人口为6,708人。